# Aplatophis chauliodus
Espèce
Aplatophis chauliodus (en anglais Fangtooth snake-eel, littéralement « anguille serpent à dent de croc ») est une espèce d'anguilles de la famille des Ophichthidae. Elle a été décrite par en 1956 par l’ichtyologiste américain James Erwin Böhlke (d) (1930-1982). L'animal est également appelé serpenton dentu. 
C'est une anguille marine, tropicale, présente dans l'Atlantique ouest, y compris le golfe du Mexique et au large de la Guyane française. Elle vit entre 30 et 90 mètres de profondeur aussi bien en pleine mer que dans les eaux saumâtres des estuaires. Elle habite de façon permanente ou semi-permanente dans des terriers et ne laisse exposé que ses yeux et son museau. Les mâles peuvent atteindre une longueur totale maximale de 80 cm. Cette anguille se nourrit de poissons osseux et de crustacés.
Début septembre 2017, après le passage de l'ouragan Harvey, un spécimen a été trouvé sur une plage du Texas. Il aurait été remonté de l'océan par l'ouragan. À la demande du site spécialisé Earth Touch News Network, ce spécimen a été examiné par le spécialiste des anguilles Kenneth Tighe, du Smithsonian Museum.